# مسجد اليوسف
مسجد اليوسف هو مسجد يقع في مينة ايدهافوشي في جزر المالديف، افتتح المسجد في عام 1970، المسجد له قدرة استيعابية لأكثر من 210 مصلي في وقت واحد، تم تسمية المسجد باسم يوسف خليفانو، المسجد يقع بالقرب من الرصيف الرئيسي لمينة ايدهافوشي، كان المسجد لا تؤدى فيه الا الصلوات الخمس اليومية، ولكن في في وقت متأخر من عام 2000 بدأ المسجد باقامة صلاة الجمعة.